# 疏齿木荷
疏齿木荷（学名：Schima remotiserrata）为山茶科木荷属下的一个种。

## 扩展阅读
維基物種上的相關：疏齿木荷